# Jan Pinkava (režisér)
Jan Jaroslav Pinkava (* 21. června 1963 Praha) je česko-britsko-americký režisér animovaných filmů. Jeho otcem byl český básník a spisovatel Václav Pinkava (píšící pod jménem Jan Křesadlo). Spolu s rodiči emigroval v roce 1969 do Velké Británie, kde získal i britské občanství, aniž by přestal být občanem Československa. V roce 2012 mu bylo uděleno čestné členství university v Aberystwythu.

## Profesní vývoj
Animovaný film jej zaujal v mládí. V roce 1980 ve svých 17 letech vyhrál celostátní soutěž BBC svým animovaným filmem „The Rainbow“ (Duha), což v roce 2001 popsali tehdejší moderátoři soutěže Michael Rodd a Brian Trueman jako „jediné zcela profesionální dílo v historii této soutěže (1969–1984)“. Vystudoval informatiku na University of Wales v Aberystwyth, kde získal i „červený“ doktorát. Poté se začal věnovat počítačové animaci profesionálně, nejprve v Londýně.

### Pixar éra
V roce 1993 se přestěhoval do USA a nastoupil do studia Pixar.

#### Geriho hra
O rok později získal prestižní cenu Clio za svůj reklamní snímek Arrows. Jeho krátkometrážní film Geri's Game (Geriho hra) získal Oscara za ročník 1997 a řadu dalších mezinárodních cen.

#### Ratatouille
Od roku 2000 se věnoval tvorbě celovečerního filmu Ratatouille o krysákovi, který se chce stát kuchařem v Paříži. Tuto troufalou, evropsky zakotvenou a alegorickou zápletku vymyslel a prosadil u vedení, přestože tento film měl být nejen jeho prvotinou v oblasti celovečerního filmu, ale i mezníkem v historii Pixaru, jakožto první film po termínu vypršení smluvního svazku Pixar–Disney. V roce 2006 však firma Disney studia Pixar zakoupila a Pinkavův film se stal de facto testem soudnosti této velmi značné investice. Pinkava byl z pozice hlavního režiséra odvelen a žezlo převzal věhlasný režisér Brad Bird, k čemuž se Pinkava doposud vyjádřil jen diplomatickým: „bez komentáře“. Ve fázi předání byl film již vybaven kulisami, postavami, hlavní dějovou linií a (údajně příliš košatými) možnostmi dějového vývoje. Brad Bird se ujal scénáře, který prý celý přepsal, čímž změnil důraz zápletky a vnesl do díla své vlastní prvky. Nicméně Bird důsledně ve všech interview neupírá autorství Pinkavovi, a v titulcích je Pinkava uveden jako autor konceptu, první ze spoluautorů děje a spolurežisér. Status spolurežiséra je však uveden samostatně, na konci, kuriózně malým písmem. Film se těší velmi kladným ohlasům. Ratatouille získal Oscara za nejlepší animovaný film 2007, a další čtyři nominace, přičemž Pinkava byl mezi nominovanými za scénář a námět. Samotnou sošku Oscara však Pinkava neobdržel, tu si odnesl jen hlavní režisér, na rozdíl od jiných kategorií ocenění.
Jan Pinkava opustil Pixar koncem roku 2006 a pracuje na přípravě dalšího celovečerního filmu.

### Nový směr
V roce 2008 nastoupil do studia Laika, kde se jako režisér podílel na filmu Little White Lie. Studio spolu s Claire Jennings opouští v roce 2011.